# Portland Trail Blazers 2006-2007
La stagione 2006-07 dei Portland Trail Blazers fu la 37ª nella NBA per la franchigia.
I Portland Trail Blazers arrivarono terzi nella Northwest Division della Western Conference con un record di 32-50, non qualificandosi per i play-off.

## Roster
| N° | Naz.                   | Ruolo | Sportivo          | Anno | Alt. | Peso |
| -- | ---------------------- | ----- | ----------------- | ---- | ---- | ---- |
| 0  | Stati Uniti (bandiera) | GA    | Fred Jones        | 1979 | 193  | 95   |
| 1  | Stati Uniti (bandiera) | G     | Jarrett Jack      | 1983 | 191  | 92   |
| 2  | Stati Uniti (bandiera) | G     | Dan Dickau        | 1978 | 183  | 86   |
| 3  | Stati Uniti (bandiera) | G     | Juan Dixon        | 1978 | 191  | 74   |
| 3  | Stati Uniti (bandiera) | GA    | Jeremy Richardson | 1984 | 198  | 84   |
| 5  | Stati Uniti (bandiera) | A     | Ime Udoka         | 1977 | 198  | 98   |
| 7  | Stati Uniti (bandiera) | G     | Brandon Roy       | 1984 | 198  | 98   |
| 8  | Stati Uniti (bandiera) | GA    | Martell Webster   | 1986 | 201  | 95   |
| 9  | Stati Uniti (bandiera) | AC    | Raef LaFrentz     | 1976 | 211  | 109  |
| 10 | Stati Uniti (bandiera) | C     | Joel Przybilla    | 1979 | 216  | 116  |
| 11 | Spagna (bandiera)      | G     | Sergio Rodríguez  | 1986 | 191  | 76   |
| 12 | Stati Uniti (bandiera) | A     | LaMarcus Aldridge | 1985 | 211  | 109  |
| 21 | Canada (bandiera)      | C     | Jamaal Magloire   | 1978 | 211  | 117  |
| 24 | Stati Uniti (bandiera) | G     | Stephen Graham    | 1982 | 198  | 98   |
| 24 | Australia (bandiera)   | C     | Luke Schenscher   | 1982 | 216  | 116  |
| 25 | Stati Uniti (bandiera) | A     | Travis Outlaw     | 1984 | 206  | 95   |
| 50 | Stati Uniti (bandiera) | A     | Zach Randolph     | 1981 | 206  | 115  |

## Staff tecnico
- Allenatore: Nate McMillan
- Vice-allenatori:  Bill Bayno, Dean Demopoulos, Tim Grgurich, Maurice Lucas, Monty Williams